# Casola di Napoli
Casola di Napoli és una comune italiana de 3.780 habitants (2019) situada a la ciutat metropolitana de Nàpols, a la Campània.

## Geografia física
Situat als peus de les muntanyes Lattari, a l'entrada de la península sorrentina, està molt conurbada amb Gragnano.
El territori és majoritàriament muntanyós, travessat per rierols curts, majoritàriament en condicions torrencials.

## Història

### Símbols
L'escut del municipi de Casola di Napoli va ser concedit per decret del president de la República del 2 d'agost de 2007.
| « | Blau, a la casa vista en perspectiva, la façana a la dreta, platejada, coberta de vermell, tancada i finestrada en negre, una finestra a la façana, dues en horitzontal al costat, fundada a la plana verda, aquesta casa acompanyava a la dreta per la vinya al natural, afruitat de dos, de violeta, frondosa de tres, de verd, nodrita a la plana, adossada al pal negre, i a l'esquerra pel sol daurat, col·locat a l'altura de la sostre; tot coronat per tres tires d'or, alternant amb tres majúscules L, de la mateixa, col·locades dues, una. Adorns exteriors de l'Ajuntament. | » |

## Societat

### Evolució demogràfica
| Gràfica d'evolució demogràfica de Casola di Napoli entre 1861 i 2011 |
|                                                                      |
| Font: ISTAT                                                          |

### Ètnies i minories estrangeres
Segons dades de l'ISTAT a 31 de desembre de 2018, els ciutadans estrangers residents a Casola di Napoli eren 40, el que correspon a l'1,0% de la població. Les nacionalitats més representades van ser:
- Romania - 19 (0,4%)
- Ucraïna - 8 (0,2%)